# Amirtha Kidambi

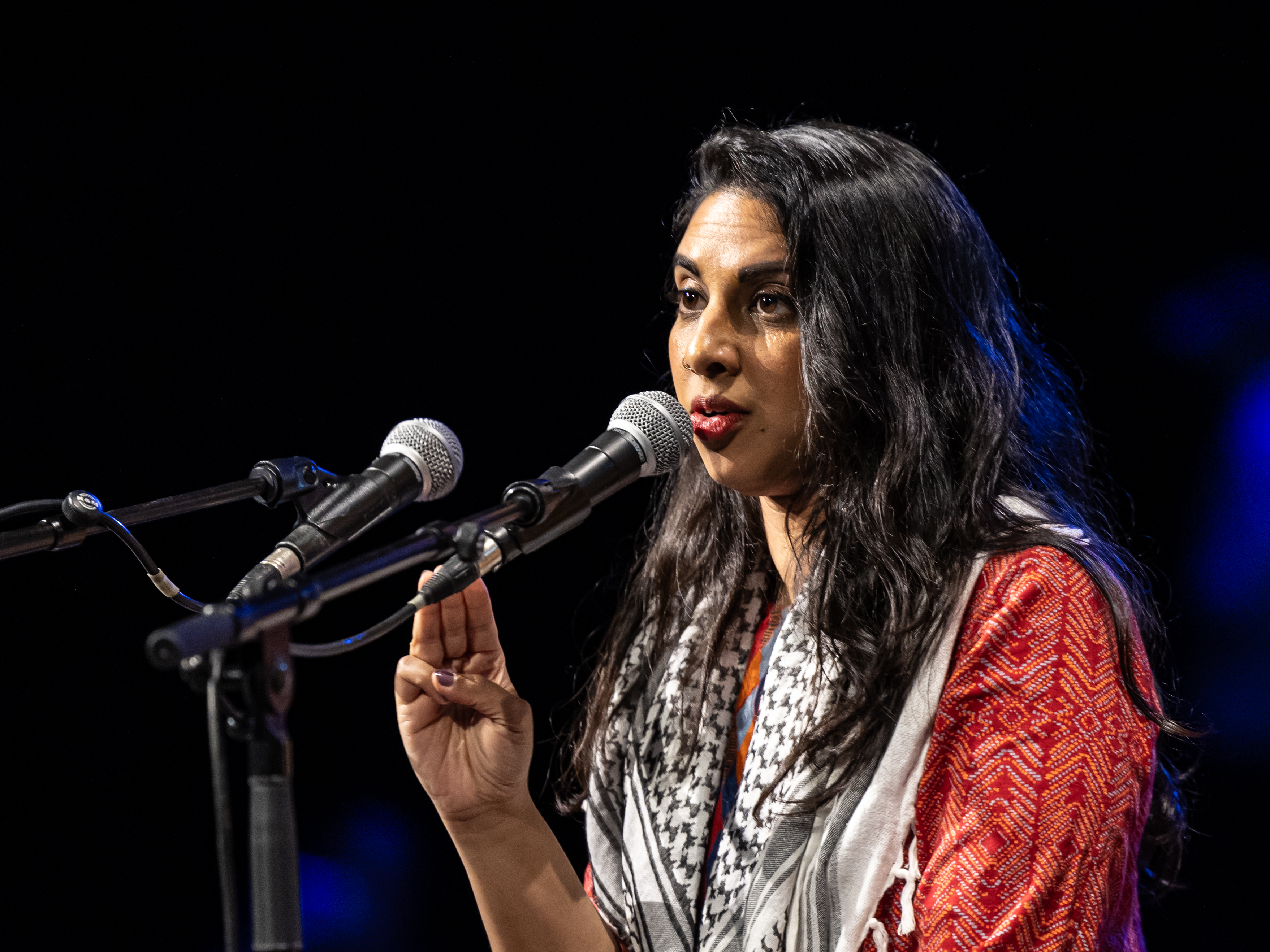
Amirtha Kidambi (2024)

Amirtha Kidambi (* um 1985 in Buffalo) ist eine US-amerikanische Jazzmusikerin (Gesang, Harmonium, Komposition).
Kindavi wuchs in der San Francisco Bay Area auf; sie erwarb den Bachelor in Klassischem Gesang an der Loyola Marymount University, anschließend den Master-Abschluss in Gesang am CUNY Brooklyn College, an dem sie inzwischen unterrichtet. Daneben arbeitet sie seit den 2000er-Jahren in der New Yorker Jazz- und Improv-Szene in verschiedenen Bandprojekten u. a. mit Brandon Lopez, Max Jaffe, Robert Ashley (Crash, 2016) und Darius Jones (The Oversoul Manual, AUM Fidelity, 2014), ferner in den Formationen The Sound of Animals Fighting, Chora(s)san Time-Court Mirage (u. a. mit Amir El-Saffar) und Mary Halvorson’s Code Girl: Artlessly Falling (2020). Sie leitet die Formation Elder Ones und spielte ferner in der Dark-Folkband Seaven Teares, im Ashcan Orchestra und im Vokalquartett Elizabeth-Caroline Unit. In ihre Musik bezieht sie karnatischen Gesang, freie Improvisation, experimentellen Artrock und Neue Musik ein. Sie lebt in Brooklyn.

## Diskographische Hinweise
- Elder Ones: Holy Science (2016), mit Matt Nelson, Brandon Lopez, Max Jaffe
- Elder Ones: From Untruth (2019), mit Matt Nelson, Nick Dunston, Max Jaffe
- Amirtha Kidambi & Matteo Liberatore: Neutral Love (2021)
- Amirtha Kidambi & Lea Bertucci: Phase Eclipse (2021)
- Amirtha Kidambi & Luke Stewart: Zenith/Nadir (2022)
- Amirtha Kidambi's Elder Ones: New Monuments (2024)`